# Milton Karisa
Milton Karisa (ur. 27 lipca 1995 w Jinja) – ugandyjski piłkarz grający na pozycji napastnika. Od 2019 jest zawodnikiem klubu Vipers SC.

## Kariera klubowa
Swoją karierę piłkarską Karisa rozpoczął w klubie Bul FC, w którym zadebiutował w 2013 roku. W 2016 roku przeszedł do Vipers SC. W sezonie 2017/2018 został z nim mistrzem kraju. W 2018 roku przeszedł do marokańskiego klubu Mouloudia Wadżda. Spędził w nim rok i w 2019 wrócił do Vipers SC. W sezonie 2019/2020 ponownie został z nim mistrzem kraju. W sezonie 2020/2021 zdobył Puchar Ugandy, a w sezonie 2021/2022 ponownie wywalczył mistrzostwo Ugandy.

## Kariera reprezentacyjna
W reprezentacji Ugandy Karisa zadebiutował 11 czerwca 2017 roku w wygranym 1:0 meczu kwalifikacji do Pucharu Narodów Afryki 2019 z Republiką Zielonego Przylądka, rozegranym w Praii.